# Арн
Арн (фр. Harnes) насеље је и општина у североисточној Француској у региону Север-Па д Кале, у департману Па де Кале која припада префектури Ланс.
По подацима из 2011. године у општини је живело 12.204 становника, а густина насељености је износила 1134,2 становника/km². Општина се простире на површини од 10,76 km². Налази се на средњој надморској висини од 32 метара (максималној 44 m, а минималној 20 m).

## Демографија
| 1962.  | 1968.  | 1975.  | 1982.  | 1990.  | 1999.  | 2011.  |
| ------ | ------ | ------ | ------ | ------ | ------ | ------ |
| 14.619 | 14.622 | 13.845 | 13.996 | 14.309 | 13.700 | 12.204 |

График промене броја становника у току последњих година